# Orkiestra Gewandhaus w Lipsku

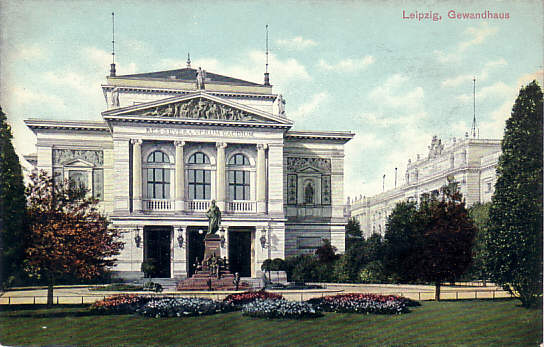
Gmach Gewandhaus w 1910

Orkiestra Gewandhaus w Lipsku (niem. Gewandhausorchester) – niemiecka orkiestra symfoniczna z Lipska.
Nazwa pochodzi od zabytkowych sukiennic (niem. Gewandhaus), w których orkiestra występowała od 1781 r. Odbywały się tam pierwsze stałe koncerty w Niemczech.
Na organach umieszczono motto orkiestry: res severa verum gaudium („powaga jest prawdziwą radością”). Jeszcze w pierwszej połowie XIX wieku podczas koncertów mężczyźni i kobiety siedzieli osobno, podobnie jak w kościele.
W 1885 r. orkiestra otrzymała nową salę koncertową, zniszczoną w 1944 r. Obecna sala koncertowa przy Augustusplatz pochodzi z 1981 r.
W 2014 r. orkiestra zatrudniała 175 zawodowych muzyków, co czyniło ją największą zawodową orkiestrą świata.

## Dyrektorzy muzyczni/ dyrygenci –Gewandhauskapellmeister
- Andris Nelsons (od 2018)[2]
- Riccardo Chailly (2005–2016)[3]
- Herbert Blomstedt (1998–2005)
- Kurt Masur (1970–1996)
- Václav Neumann (1964–1968)
- Franz Konwitschny (1949–1962)
- Herbert Albert (1946–1949)
- Hermann Abendroth (1934–1945)
- Bruno Walter (1929–1933)
- Wilhelm Furtwängler (1922–1928)
- Arthur Nikisch (1895–1922)
- Carl Reinecke (1860–1895)
- Julius Rietz (1847–1854)
- Felix Mendelssohn-Bartholdy (1835–1847)
- Christian August Pohlenz (1827–1835)
- Johann Philipp Christoph Schulz (1810–1827)
- Johann Gottfried Schicht (1785–1810)
- Johann Adam Hiller (1781–1785)